# Lovro Jotić
Lovro Jotić, hrvatski reprezentativni rukometaš.
Igrač je RK Nexe iz Našica.
S mladom reprezentacijom 2013. osvojio je srebro na svjetskom prvenstvu.
S seniorskom hrvatskom reprezentacijom osvojio je zlato na Mediteranskim igrama u Tarragoni 2018.